# Provodovice
Provodovice (deutsch Prowodowitz, früher Prowodowicz) ist eine Gemeinde in Tschechien. Sie liegt fünf Kilometer südwestlich von Kelč und gehört zum Okres Přerov.

## Geographie
Provodovice befindet rechtsseitig einer großen Flussschleife der Juhyně auf einer Kuppe in der Kelečská pahorkatina (Keltscher Hügelland). Südöstlich erhebt sich der Stráž (433 m). Gegen Osten liegt das Tal des Baches Jasenov.
Nachbarorte sind Všechovice und Rouské im Norden, Babice im Nordosten, Lhota im Osten, Kunovice und Komárno im Südosten, Osíčko und Libosváry im Südwesten, Trávník, Příleský Mlýn, Drholec und Horní Újezd im Westen.

## Geschichte
Provodovice bildete zu Beginn des 14. Jahrhunderts ein bischöfliches Lehn, das 1302 erstmals als Lehndorf der Burg Šaumburk erwähnt wurde. Besitzer war zu dieser Zeit der Mundschenk des Olmützer Bischofs Theoderich von Neuhaus und seines Vorgängers Bruno von Schauenburg, Mikuláš von Šaumburk. Im Jahre 1320 wurde das Dorf als Prowodouicz bezeichnet. Später war das Dorf der Neuen Šaumburk untertänig. Weitere Formen des Ortsnamens waren Prewodowicze (1377), Prodowicz (1389), Provodice (1574), Prowodowicz (1675) und Prowodowicium (1771).
Nach der Aufhebung der Patrimonialherrschaften bildete Provodovice/Prowodowitz ab 1850 eine Gemeinde in der Bezirkshauptmannschaft Holleschau. Während der deutschen Besetzung wurde der Ort  1942 dem Bezirk Mährisch Weißkirchen zugeordnet. Nach dem Ende des Zweiten Weltkrieges kam die Gemeinde zum Okres Holešov zurück. Nach dessen Aufhebung wurde Provodovice 1960 dem Okres Přerov zugeordnet. Ab 1973 war Provodovice zunächst dem Örtlichen Nationalausschuss Všechovice angeschlossen und seit 1983 gänzlich nach Všechovice eingemeindet. Seit dem 24. November 1990 bildet Provodovice wieder eine eigene Gemeinde. Ethnographisch gehört der Ort zur Hanna-Region Záhoran.

## Gemeindegliederung
Für die Gemeinde Provodovice sind keine Ortsteile ausgewiesen.

## Sehenswürdigkeiten
- Statue des hl. Johannes von Nepomuk
- Kreuz im Ortszentrum
- Kreuz an der Straße nach Komárno